# Юдин, Геннадий Алексеевич
Геннадий Алексеевич Юдин (род. 1963) — советский и российский футболист.

## Биография
Родился 6 марта 1963 года в Полотняном Заводе.
Воспитанник калужского футбола. Учился в Кондровском педагогическом колледже. Карьеру игрока начинал в ФК «Горняк» из посёлка Товарково. С 1984 года выступал за калужскую «Зарю», участника второй лиги всесоюзного первенства. За калужан провёл свыше 150 матчей. В 1990 году перебрался во Владимир. За местное «Торпедо» сыграл 76 матчей, в которых 10 раз отличался забитыми голами.
В 1992 году Юдин уехал в Финляндию. Там он выступал сначала за «Сепси-78», а затем за ГБК, чьи цвета с перерывами защищал до 2008 года. В составе футзального клуба «Кеми-Торнио» становился чемпионом и серебряным призёром чемпионата Финляндии.
Проживает в городе Коккола. Есть дочь Вероника, внуки.